# ハイドログラフ
ハイドログラフ（英語：hydrograph 流入量時刻歴）は横軸に時間をとり、縦軸に流量あるいは水位をとり、その時間変化を表した図のことである。縦軸の流量あるいは水位は目的に応じて選ぶ。ハイドログラフは洪水の時間的な変化や水資源の年間の変動などを表現するために用いる。
洪水の防止と、被害やリスクの低減のため、最大流量流出量だけでなく、波形勾配を考慮する提案がある。国や自治体において、洪水、土石流などの危険地図（ハザードマップ）を作成、検討するにあたっての利用も進んでいる。